# 米塔格峰 (拉维尔山口)
46°23′10.2″N 07°26′19.5″E / 46.386167°N 7.438750°E
米塔格峰（德語：Mittaghorn），是瑞士的山峰，位於該國南部，由伯恩州和瓦萊州負責管轄，屬於伯尔尼山的一部分，海拔高度2,686米，每年平均降雨量1,395毫米。

## 外部連結
- Mittaghorn on Hikr （页面存档备份，存于）